# 北の橋
『北の橋』（仏語: Le Pont du Nord）は、1981年製作、1982年公開（日本での初公開は1993年）、ジャック・リヴェット監督によるフランスの長編劇映画である。

## ストーリー
偶然に知り合った前科者のマリーと不良少女のバチスト、マリーは昔の恋人ジュリアンの鞄から奇妙な地図を手に入れる。二人は謎の男たちに追われながら、「宝」を求めてパリの街をさまよう。

## スタッフ
- 監督 : ジャック・リヴェット
- 脚本 : ビュル・オジエ、シュザンヌ・シフマン、ジャック・リヴェット
- 撮影 : ウィリアム・ルプシャンスキー、カロリーヌ・シャンプティエ
- 録音 : クリスチャン・アクスピーユ
- 編集 : ニコール・ルプシャンスキー（フランス語版）、カトリーヌ・クズマン
- 音楽 : アストル・ピアソラ
- 製作総指揮マルティーヌ・マリニャック（フランス語版）
- 製作：バルベ・シュローデル（フランス語版）、ジャン＝ピエール・マオ

## キャスト
- ビュル・オジエ - マリー
- パスカル・オジェ（フランス語版） - バチスト
- ピエール・クレマンティ（フランス語版） - ジュリアン
- ジャン＝フランソワ・ステヴナン - マックス
- フランソワ・メーストル - ピエール・グーピル